# 白克罗地亚人
白克罗地亚人是一个早期斯拉夫人族群，最初生活在東斯拉夫民族和西斯拉夫民族的部落领地之间地区，即历史上的加利西亚，可能也在波希米亚的东北部待過一段時間。
六世纪末七世纪初，一部分白克罗地亚人离开故土，移居至罗马行省達爾馬提亞，這些人成为了现代克羅埃西亞人的先祖。白克罗地亚人還与阿瓦尔人共同劫掠罗马行省，但白克罗地亚人不久便开始反抗阿瓦尔人，而且很快就皈依基督教。那些留在喀尔巴阡山脉的故土上的白克罗地亚人则继续信仰斯拉夫多神教，而且组建了一个部落原始国家，這個國家一直延续至十世纪末。这些留下来的白克罗地亚人受到了更加中央集权化的大摩拉维亚公国、波希米亚公国、波兰公国（Civitas Schinesghe/ Duchy of Poland）、基辅罗斯以及匈牙利公國的压迫与影响。後來白克罗地亚人可能被乌克兰、波兰、捷克等民族同化了，而且也可能是卢森尼亚人的前身。